# Damunt del Senyor
Damunt del Senyor és una serra situada al municipi d'Os de Balaguer, a la comarca de la Noguera, amb una elevació màxima de 616 metres.